# 카인의 두 얼굴
《카인의 두 얼굴》(Raising Cain)은 미국에서 제작된 브라이언 드 팔마 감독의 1992년 공포, 스릴러 영화이다. 존 리스고 등이 주연으로 출연하였고 게일 앤 허드 등이 제작에 참여하였다.

## 줄거리
존경받는 아동 심리학자 카터 닉스 박사의 아내 제니는 남편이 딸 에이미를 집착적으로 연구하는 것을 걱정한다. 그는 마치 과학자가 자신의 창조물의 발달을 추적하듯이 딸을 대한다. 그러나 카터 자신은 다중인격장애를 앓고 있으며, 그의 또 다른 인격으로는 폭력적인 좀도둑 케인, 수줍음 많은 7세 소년 조쉬, 그리고 다른 인격들을 무슨 수를 써서라도 보호하는 중년의 유모 마고가 있다. 카터와 케인은 어린 아이들을 얻기 위해 젊은 엄마들을 살해하는데, 이는 수년 전 비윤리적인 실험으로 면허를 잃은 카터의 아버지, 아동 심리학자가 수행하는 실험을 위한 것으로 보인다.
제니는 전 환자의 홀아비인 전 남자친구 잭 단테와 바람을 피우고 있으며, 카터를 떠나 그와 함께할 계획이다. 카터가 그들의 밀회를 발견하자 케인이 주도권을 잡고 경찰에게 잭이 살인 사건에 연루되었음을 암시하는 미묘한 단서들을 남기기 시작한다. 다음으로, 그는 제니를 질식시키고 그녀의 차를 호수에 잠수시켜 죽이려 한다. 그러나 그녀는 탈출하여 집에서 카터와 대면한다. 에이미를 찾을 수 없자 제니는 카터에게 에이미가 어디 있는지 말해달라고 요구한다. 카터는 에이미가 아버지와 함께 있다고 대답하지만, 믿을 수 없다는 듯 제니는 그의 아버지가 수년 전에 죽었다고 대답한다.
경찰은 닉스 씨와 함께 다중인격장애 소년에 대한 "케인 키우기"라는 책을 공동 저술한 린 월드하임 박사에게 연락한다. 닉스 씨는 케인의 고통스러운 어린 시절에 대한 광범위하고 상세한 지식을 가지고 있었으며, 그들의 세션 녹음 테이프도 포함되어 있었다. 그러나 월드하임은 케인을 만나는 것이 허락되지 않았다. 그녀는 결국 진실을 알게 된다. 닉스 씨는 자신의 아들을 수년간 심각한 아동 학대에 냉담하게 노출시켜 그의 외상성 심리 발달에 대한 직접적인 기록을 얻고 새로운 인격들을 연구했다. 충격을 받은 월드하임은 프로젝트를 그만두었다. 닉스 씨는 그 후 자살 유서를 남기고 사라졌다. 경찰이 연관성을 파악한 후 카터는 살인 미수로 체포된다. 월드하임은 그를 심문하기 위해 혼자 보내진다.
심문 중 마고와 조쉬는 카터를 대신하여 행동하고 말한다. 조쉬는 운율을 읊고 사라지며, 마고가 통제권을 잡고 월드하임의 추가 질문을 막는다. 결국 카터와 케인은 구속에서 벗어나 월드하임 박사를 덮쳐 그녀를 기절시키고 그녀로 변장하여 건물을 나간다. 경찰은 곧 월드하임을 발견하고, 그녀는 카터가 에이미를 해치기 전에 그를 체포해달라고 애원한다.
제니는 월드하임이라고 생각하는 한 여자를 따라 모텔로 가지만, 실제로는 카터/케인이다. 그녀는 이제 마고인 카터/케인을 따라 엘리베이터로 들어간다. 엘리베이터 문이 열리자 닉스 씨가 에이미를 인질로 잡고 있는 것을 본다. 제니가 닉스 씨에게 딸을 돌려달라고 애원하는 동안, 카터, 케인, 마고는 "그들의" 아버지를 뒤에서 찌른다. 잭이 경찰과 함께 도착하고 카터와 그의 인격들은 사라진다.
나중에 제니는 에이미를 공원에 데려가 친구 사라에게 닉스 씨가 자신의 죽음을 위장하고 노르웨이에 새로운 신분과 비밀 연구 시설을 설립했다고 설명한다. 그는 카터와 그의 다중 인격들을 이용하여 아이들을 확보하여 MPD의 발달을 연구할 적절한 대조군을 가질 수 있었다.
에이미는 아빠를 부르며 숲 속으로 뛰어간다. 제니는 그녀를 따라가 에이미를 찾고, 에이미는 아빠가 떠났다고 말한다. 제니가 에이미를 안으려고 몸을 숙이자, 카터가 가발과 드레스를 입고 그녀 뒤에 나타난다. 이제 마고가 통제하고 있다.

## 출연

### 주연
- 존 리스고
- 로리타 다비도비치
- 스티븐 바우어
- 프란시스 스턴하겐
- 그레그 헨리
- 톰 바우어
- 멜 해리스

### 조연
- 테리 오스틴
- 가브리엘 카테리스
- 바튼 헤이먼

## 기타
- 공동제작: 마이클 R. 조이스
- 미술: 더그 크라너
- 의상: 보비 리드
- 배역: 팜 딕슨